# 赫拉尔多·伊格莱西亚斯
赫拉尔多·伊格莱西亚斯·阿圭列斯（1945年6月29日—）是西班牙左翼政治家，1982至1988年担任西班牙共产党总书记。

## 生平
伊格莱西亚斯出身自共产党员家庭，青年时代是阿斯图里亚斯地区的一名专业矿工。1961年，加入西班牙共产党。他曾积极参加工人运动，并多次被捕。1971年，获得自由。1973年6月，当选为西班牙共产党中央委员会委员。1976年7月至1978年5月，担任工人委员会阿斯图里亚斯地区第一任总书记。1978年起，任阿斯图里亚斯共产党总书记。同年在西班牙共产党第九次代表大会上，再次当选为中央委员、全国执行委员会委员。1982年11月，他当选为西班牙共产党总书记。1983年12月，在西班牙共产党第十一次代表大会上再次当选为总书记。
1988年，他在西共“十二大”上辞去所有政治职务。此后，他回到矿山工作，直到因工伤而引起的疾病迫使其退休。

## 政治活动
1984年6月7日至9日，伊格莱西亚斯率领西班牙共产党代表团访问中国，并与时任中共中央总书记胡耀邦在钓鱼台国宾馆举行了会谈。

## 扩展阅读
- . 人民出版社. 1983  [2018-10-25]. （原始内容存档于2018-10-24） （中文）.
- 王振川 (编). . 《中国改革开放新时期年鉴》 (北京). 1984年.[]

| 前任： 圣地亚哥·卡里略 | 西班牙共产党总书记 1982年-1988年 | 繼任： 胡里奥·安吉塔 |
| 前任： -               | 联合左翼总协调员 1986年-1989年   | 繼任： 胡里奥·安吉塔 |